# Sellita
Sellita (vollständig Sellita Watch CO. SA) ist ein Schweizer Hersteller von Uhrwerken mit Sitz in La Chaux-de-Fonds.
Als Komplikationen besitzen die angebotenen Kaliber eine Datums- und eine Wochentagsanzeige und manuellen oder automatischen Aufzug. Die Kaliber haben einen Durchmesser zwischen 11,5 und 13 Linien. Das Kaliber SW200 basiert auf der Ébauche ETA 2824-2 von ETA, das Kaliber SW 220 auf ETA 2836-2, das Kaliber SW 300 auf ETA 2892-2 und das Kaliber SW 500 auf Valjoux 7750. 
Seit der Einstellung der Belieferung anderer Firmen mit ETA-Werken durch ETA im Jahr 2003 werden eigene Uhrwerke entwickelt, basierend auf alten ETA-Kalibern mit abgelaufenem Patentschutz.
Ab 1960 wurden auch eigene Uhren unter dem Namen Tressa produziert und vertrieben.